# Saruman
Saruman el Blanco —también conocido como Curunír o Zarquino— es un personaje de ficción perteneciente al legendarium y uno de los antagonistas principales en la novela fantástica El Señor de los Anillos, creada por J. R. R. Tolkien. Se trata del líder de los Istari, magos con forma humana enviados a la Tierra Media por los Valar con la intención de vencer a Sauron, el antagonista principal. Posteriormente, acaba deseando su poder para sí mismo e intenta ayudar al Señor Oscuro a conquistar la Tierra Media. El personaje tiene más protagonismo en el segundo volumen de la saga, Las dos torres, y en el tercero, El retorno del Rey, aunque su historia anterior se narra de forma breve en El Silmarillion y en Cuentos inconclusos de Númenor y la Tierra Media, publicados póstumamente. Saruman es uno de los muchos personajes de la serie que ilustra la corrupción que genera el poder: su deseo de conocimiento y de dar órdenes lo lleva a su caída y, para colmo, rechaza la oportunidad de corregirse cuando se le ofrece. El nombre «Saruman» significa «hombre capaz» y es un ejemplo de cómo la tecnología y la modernidad pueden ser vencidas por fuerzas más cerca de la Naturaleza. El personaje está representado con una mano blanca. El mago apareció en adaptaciones cinematográficas, radiofónicas y artísticas de El Señor de los Anillos, así como en diversos videojuegos.

## Historia

### El Señor de los Anillos

Cirth n.º 35, equivalente a «S», empleada por Saruman como emblema o marca personal.

Saruman aparece por primera vez en La Comunidad del Anillo (1954), el primer volumen de El Señor de los Anillos, que se centra en la misión de acabar con el Anillo Único, un talismán maligno creado por el Señor Oscuro, Sauron, con el fin de controlar la Tierra Media (el continente ficticio donde transcurre la trama). Este personaje lo había perdido en una batalla miles de años antes de que la trilogía tuviera lugar y, en ese momento, se encontraba en la Comarca, secretamente en posesión del hobbit Bilbo Bolsón, hasta que se lo entregó a Frodo Bolsón, su sobrino y uno de los protagonistas del relato.
Al comienzo, en el primer volumen de la saga, el mago Gandalf describió a Saruman (su maestro) como «un grande entre los Sabios, [...] el jefe de mi orden. [...] Tiene profundos conocimientos y un orgullo que ha crecido a la par [...]». También mencionó que es el jefe del Concilio Blanco, quien había expulsado a Sauron del Bosque Negro hacia el final de El hobbit y que poseía un vasto conocimiento sobre los Anillos de Poder creados por Sauron y los herreros elfos. Poco después, Gandalf no asistió a un encuentro con Frodo, a quien había enviado fuera de la Comarca para protegerlo de los agentes de Sauron. Cuando ambos se reunieron en Rivendel, el mago le explicó por qué no había podido asistir: había ido a ver a Saruman, quien le propuso unirse al poder de Sauron para después alcanzar sus propios fines, o que podrían quedarse con el Anillo para enfrentarlo. Cuando Gandalf rechazó ambas opciones, Saruman lo encarceló en la torre de Orthanc, con la intención de obligarle a desvelar la localización del Anillo. Desde allí, Gandalf observó cómo su antiguo colega había arrasado e industrializado el valle de Isengard, donde estaba creando su propio ejército de orcos y huargos.
En Las dos torres (1954), el segundo volumen, es el antagonista principal. Los orcos de su ejército buscaban el Anillo y atacaron a Frodo y sus compañeros y, siguiendo las órdenes del mago de capturar a los hobbits, se llevaron a dos de los mejores amigos de Frodo, los hobbits Merry y Pippin. Ambos escaparon más tarde al Bosque de Fangorn, donde se encontraton con los ents, los protectores de los árboles, que estaban llenos de ira por la tala indiscriminada que llevaban a cabo los uruk-hai. Mientras tanto, el ejército de Saruman estaba invadiendo las tierras de Rohan con el fin de evitar que los rohirrim, los Señores de los Caballos, se unieran a la lucha contra Sauron. Tras traicionar a Sauron por haber intentado infructuosamente capturar el Anillo para sí mismo, el mago acabó arruinado cuando los jinetes de Rohan vencieron a su ejército y Merry y Pippin llevaron a los ents a destruir Isengard. Saruman no tuvo participación directa en la historia y sólo volvió a aparecer en el capítulo décimo, «La voz de Saruman», donde estaba encarcelado en la torre de Orthanc. Allí fracasó en su intento de negociar con los rohirrim y Gandalf y rechazó las condiciones de este último para salir de su encierro. Debido a ello, lo expulsó del Concilio Blanco, la orden de los magos, y rompió su bastón mágico.
Saruman figura de nuevo hacia el final del último volumen, El retorno del Rey (1955), tras la derrota de Sauron. Tras persuadir a los ents para que lo dejen salir de Orthanc, viajó hacia el norte a pie, aparentemente como un mendigo en compañía de Gríma, un sirviente al que golpeaba y maldecía constantemente. Al llegar a la Comarca, los agentes de Saruman, tanto hobbits como hombres, la tomaron y comenzaron un proceso destructivo de modernización. Gobernó la Comarca en secreto bajo el nombre de Zarquino hasta los eventos del octavo capítulo —«El saneamiento de la Comarca»—, cuando Frodo y sus compañeros regresaron y lideraron una rebelión en la que derrotaron a los intrusos y pusieron al descubierto el papel del mago en dicha situación. En este punto, intentó matar a Frodo, quien logró dominarlo y le permitió irse. Luego se burló de Gríma, quien le cortó la garganta, antes de morir a su vez por las flechas de los hobbits.

### Otros libros
La historia de los orígenes de Saruman figura en el apéndice B de El Señor de los Anillos, publicado inicialmente en El retorno del Rey para después aparecer en El Silmarillion (1977) y los Cuentos inconclusos (1980), escritos todos ellos a mediados de la década de 1950. Al igual que Gandalf y Radagast, es uno de los cinco magos —los Istari— que comenzaron a llegar a la Tierra Media unos dos mil años antes de la historia narrada en El Señor de los Anillos. Pertenecen a la raza de los maiar, enviados por los valar, personajes similares a dioses, para enfrentarse a Sauron a través de su ayuda a la gente de dicho continente y no tanto por medio del conflicto directo. En palabras de Tolkien en El Silmarillion:

[...] «En el oeste de la Tierra Media aparecieron los Istari, a quienes los hombres llamaron los Magos [...] y sólo a Elrond y a Galadriel se les reveló que venían de allende el Mar. Pero luego se dijo entre los Elfos que eran mensajeros enviados por los Señores del Occidente para contrarrestar el poder de Sauron [...] y para incitar a los Elfos y a los Hombres y a todas las criaturas de buena voluntad a que emprendiesen valerosas hazañas. [...] Los principales de ellos [fueron] [...] Gandalf y Saruman. De estos Curunír [Saruman] era el mayor y el que llegó primero. [...] Curunír anduvo sobre todo entre los Hombres y era sutil de palabra, y hábil en obras de herrería».

Tolkien consideraba que los Istari eran una suerte de ángeles encarnados. Cincuenta años antes de la historia de El Señor de los Anillos, tras que sus estudios le indicaran que el Anillo Único se encontraba en el río Anduin, cerca de la fortaleza de Sauron en Dol Guldur, Saruman ayuda al Consejo Blanco a expulsar de allí al Señor Oscuro para facilitar la búsqueda.
En los Cuentos inconclusos también están presentes varios retazos de información que no figura en El Señor de los Anillos. En ellos se describen los intentos de Saruman para frustrar en la búsqueda del Anillo a los Nazgûl, los espectros sirvientes de Sauron. En otro de ellos, el mago considera entregarse a la voluntad de Gandalf. Además, se narra cómo Saruman llega a la Comarca y cómo comienza a sentir celos del otro mago gradualmente. Otro relato breve describe cómo los Valar eligieron a los cinco Istari para su misión.

## Creación y desarrollo
Tolkien había pasado muchos años escribiendo El Señor de los Anillos cuando Saruman apareció y se convirtió en la solución a los problemas antiguos de la trama; su papel y características continuaron surgiendo en el curso de la escritura. Tolkien comenzó su trabajo a fines de 1937, aunque no estaba seguro de cómo continuaría la historia. A diferencia de otros personajes del libro, Saruman no aparece en la novela de 1937 El hobbit o en Quenta Silmarillion— uno de los libros que componen El Silmarillion—, que data de 1917. Cuando escribió que Gandalf no asistiría a su encuentro con Frodo, el autor no sabía las causas de aquello y más tarde afirmó: «Lo más extraño de todo es que Saruman no me había sido revelado y estaba tan preocupado como Frodo por el hecho de que Gandalf no se presentara». Su hijo, Christopher, sostuvo que las primeras etapas de creación de El Señor de los Anillos se dieron en una serie de oleadas y que una vez que su padre escribió la primera mitad de La Comunidad del Anillo, lo reescribió desde el comienzo tres veces. Saruman apareció por primera vez en una cuarta fase de escritura como una idea narrativa resumida en un borrador hacia agosto de 1940. Pensado como un justificativo de la ausencia de Gandalf, ese resumen describía cómo un mago llamado «Saramond el Blanco» o «Saramund el Gris», quien había sucumbido a la influencia de Sauron, lo encerraba en su fortaleza y no lo dejaba salir. La historia completa de la traición de Saruman se añadió luego a los capítulos ya existentes.
Muchas otras de sus apariciones en el libro surgieron en el proceso de la escritura. Christopher Tolkien opinó que en las primeras versiones del relato, el anciano visto por Aragorn, Legolas y Gimli en las fronteras del bosque de Fangorn hacia el comienzo de Las dos torres era Gandalf, mientras que en la versión final se trata de Saruman. En forma similar, en los primeros borradores del capítulo «El saneamiento de la Comarca», Zarquino fue sucesivamente un rufián al que los hobbits encontraban y después, su jefe invisible. En la segunda versión de ese capítulo, como Christopher Tolkien afirmó, su padre «percibió» que, de hecho, Zarquino era en realidad Saruman. En una nota al pie se afirma que el nombre que los seguidores le dan a su líder menoscabado deriva de un término en lenguaje orco que quiere decir «viejo». La descripción de su muerte, en la que «alrededor del cadáver de Saruman se formó una niebla gris, [...] mientras una figura pálida y amortajada asomaba sobre la Colina [...] [que] con un suspiro se deshizo en nada. Frodo miró el cadáver [...] y le pareció ver en él largos años de muerte; y el rostro marchito se contrajo, y se transformó en jirones de piel sobre una calavera horrenda» no se añadió hasta que Tolkien comenzó la revisión de la versión preliminar del libro ya terminado. John D. Rateliff y Jared Lobdell están entre los que afirman que dicho fragmento presenta similitudes con la muerte de la bruja de dos mil años de edad Ayesha en la novela de H. Rider Haggard Ella (1887).

## Características
Tolkien describió a Saruman en El Señor de los Anillos como «un anciano [...] [que poseía un] rostro alargado, de frente alta y ojos oscuros, profundos, insondables [...]. Los cabellos eran blancos, lo mismo que la barba, pero algunas hebras negras se veían aún alrededor de las orejas y los labios». Bárbol mencionó que su rostro «se parecía al fin a una ventana en un muro de piedra: una ventana con todos los postigos bien cerrados». Según algunas descripciones, tenía cabello negro cuando llegó a la Tierra Media. Por otra parte, se lo llama «Saruman el Blanco» y aunque se afirma que originalmente llevaba vestimenta blanca, en su primera aparición en La Comunidad del Anillo sus ropas eran coloridas y se nombra a sí mismo «Saruman el de Muchos Colores»; lo mismo ocurre en Las dos torres, donde se dice que «estaba envuelto en una amplia capa de un color que nadie hubiera podido describir, pues cambiaba según dónde se posaran los ojos y con cada movimiento del viejo». Robert Morse afirmó que Saruman «se asocia con el concepto de poikilos,  que significa "de muchos colores"» y que el personaje no considera que el blanco sea «un color mejor», aunque se relacione con «la pureza» y «la espiritualidad».
A lo largo de la trilogía, se dan numerosos ejemplos del poder de su voz. Jonathan Evans afirmó que la caracterización del personaje en el capítulo «La Voz de Saruman» en Las dos torres es una «hazaña». Roger Sale afirmó sobre dicho capítulo que «Tolkien intentó valientemente hacer algo que valiera la pena, lo cual simplemente no pudo lograr». Tom Shippey comentó que «Saruman habla como un político [...]. Ningún otro personaje de la Tierra Media tiene esa capacidad de Saruman de combinar unas frases con otras para conciliar lo incompatible y nada se logra con palabras tan vacías como "deplorable", "definitivo" y —la peor de todas— "real". ¿Qué es un "cambio real"?». Shippey además hace notar la oposición de este discurso más moderno con el lenguaje más estoico, antiguo y directo que Tolkien emplea para otros personajes. De esto último, el rey enano Dáin es un ejemplo claro y Shippey considera que representa la visión del autor acerca del heroísmo al estilo de Beowulf.
Tras la derrota de sus ejércitos y cuando se descubre su traición a Sauron, Gandalf le ofrece refugio a Saruman en agradecimiento por su ayuda, pero dado que el mago había elegido su camino, le era imposible apartarse de él. Evans comparó el personaje de Saruman con el de Satán en El paraíso perdido de John Milton debido a su uso de la retórica y su rechazo a la redención por estar «dominado por el orgullo y el odio».

## Interpretaciones de la crítica

Saruman adoptó una mano blanca como escudo de Isengard.

Los críticos han afirmado que Saruman es un ejemplo de la caída de un personaje que originalmente era bueno y han visto en él conexiones con la tecnología y la modernidad. Tolkien mencionó que El Señor de los Anillos recibió críticas por sus personajes definidamente buenos o malos, sin matices de gris y que él respondió a ello con Saruman, Denethor y Boromir, personajes que tienen un carácter más atenuado. Marjorie Burns comentó que si bien Saruman es un doble «imitativo e inferior» de Sauron y refuerza el tipo de carácter del Señor Oscuro, es también un doble que hace contraste con Gandalf, quien a su vez representa lo que el otro mago «podría haber sido», de no haber fallado en su propósito original. Según Christoph Höbel, «[Gandalf y Saruman] representan los dos polos de la magia entre los que se puede optar: el bien opuesto al mal». Jane Chance asocia a Saruman con Ella-Laraña y afirma que «son dos "sirvientes" monstruosos de Sauron que, en realidad, actúan por su cuenta y para su propio beneficio. Sus dos torres proyectan diferentes poderes. Orthanc [...] [hace referencia a] la perversión intelectual de Saruman, [mientras que] Cirith Ungol [...] tipifica, en su propósito dramático —la captura de la presa— el terror físico que encarna la ávida Ella-Laraña». Según Greg Harvey, cada mago de la Tierra Media representa un «tipo de aprendizaje» diferente y Saruman se relaciona con lo científico. El autor también señala que el personaje cede ante las fuerzas del mal debido a la «confianza en su gran conocimiento» combinada con «el orgullo». Además, relacionó al mago con el principio de «el fin justifica los medios», dado que, en sus palabras: «[siguiendo los argumentos de Saruman], el mal que proviene de ayudar a Sauron a cumplir sus objetivos se justifica con las metas elevadas de "conocimiento, orden y leyes"».
Saruman «en un tiempo fue grande, de una noble raza, contra la que nunca nos hubiéramos atrevido a levantar las manos» según Frodo, pero decae a medida que la historia transcurre. Patricia Meyer Spacks mencionó que la del mago es «una de las principales historias [del libro] que ilustran el efecto destructivo gradual que produce la sumisión voluntaria a las fuerzas del mal». Paul Kocher sugirió que el uso del palantír, —una piedra esférica que permite tener una visión de lugares distantes o acontecimientos— fue la causa inmediata de la caída de Saruman, pero también considera que su estudio de «las artes del enemigo» lo llevó a la imitación de Sauron. Según Jonathan Evans y Spacks, Saruman sucumbe por su deseo desmedido de poder, mientras que, para Shippey, las debilidades del personaje se relacionan con su deseo de alcanzar conocimiento y el control de un sistema organizado. Ignacio Pascual Mondéjar, de la Universidad de Valencia, afirmó que «el deseo de [adquirir] conocimiento técnico vuelve a Saruman un tirano egoísta». Por su parte, Tolkien comentó que la tentación a la que cedió el jefe de los Istari es la impaciencia, que lo llevó a desear controlar a otros para hacer el bien y luego, a desear simplemente el poder. Fleming Rutledge, en su interpretación moral acerca de los relatos de El Señor de los Anillos, afirmó sobre la caída del mago que, debido a «su anterior grandeza» se puede inferir que si Saruman cedió ante la tentación del poder, cualquiera podría hacerlo.

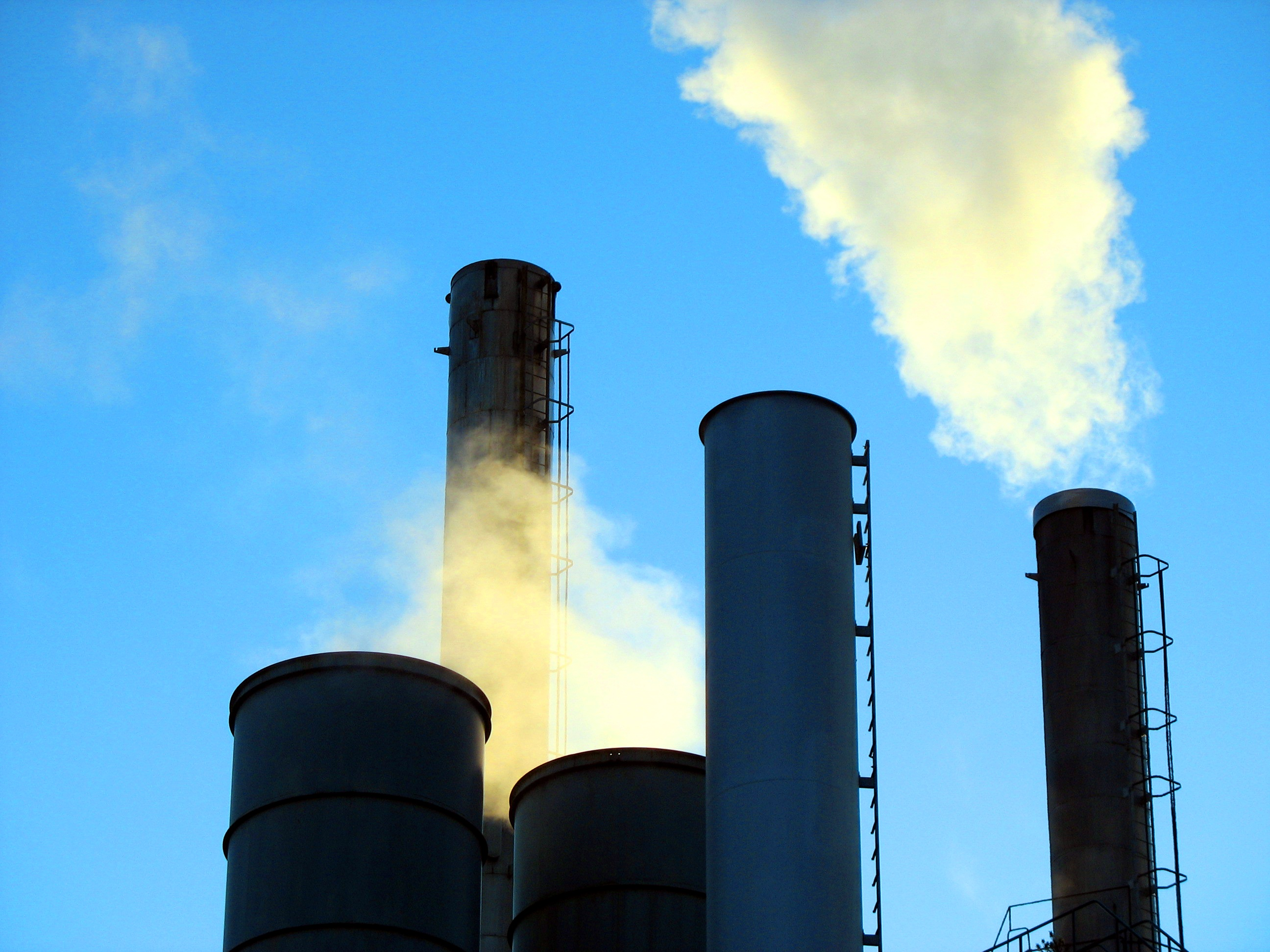
Muchos críticos han asociado a Saruman con la tecnología y el industrialismo.

Bárbol dijo de Saruman que en otro tiempo «era cortés [...] y siempre dispuesto a escuchar. [...] Y así fue transformándose día a día. [...] [Ahora] tiene una mente de metal y ruedas». En El Señor de los Anillos, el mal tiende a estar asociado con la maquinaria, mientras que el bien está relacionado con la Naturaleza. La fortaleza de Saruman en Isengard así como el episodio de la Comarca demuestran los efectos negativos de la industrialización; Isengard cae cuando el bosque, personificado en los ents, se levanta contra ella literalmente. Patrick Curry afirma que Tolkien es «hostil hacia el industrialismo» y lo asocia con el desarrollo urbano que tuvo lugar en los Midlands del Oeste, donde el escritor se crio en las primeras décadas del siglo XX. Es así como Saruman es, según el crítico, uno de los ejemplos centrales de la trilogía sobre los efectos perjudiciales del industrialismo y por ende, del imperialismo. Mondéjar coincidió con este punto de vista y afirmó que «Isengard se convierte en una fábrica de hierro, como la primera ciudad industrializada que construyó Krupp en Alemania a principios del siglo XX. La gente libre en la Tierra Media tiene líderes que aman la Naturaleza y que conocen los árboles y las plantas, mientras que el Enemigo tiene más habilidad para la maquinaria». Shippey comentó que el nombre de Saruman reitera este punto de vista sobre la tecnología, dado que en el dialecto de Mercia del anglosajón que usa Tolkien para representar el idioma de Rohan, la raíz searu significa «inteligente», «habilidoso» o «ingenioso» y tiene connotaciones relacionadas tanto con la tecnología como con la astucia, lo que encaja con la caracterología de Saruman, el «hombre capaz». Por otra parte, el nombre élfico «Curunír» significa, en palabras de Tolkien «el de hábiles recursos». El crítico comentó además que la forma en que Saruman gobernó la Comarca se puede asociar con el comunismo: el mago se llevaba los bienes para «distribuirlos equitativamente» y nunca volvían a aparecer. Shippey consideró que la forma en la que se presenta el mal en la Tierra Media es inusualmente moderna e hipócrita. Mondéjar, por su parte, afirmó sobre la relación entre Saruman y el nazismo: «Adolf Hitler no tenía habilidad en las artes o manualidades. De hecho, Saruman es mucho más creativo que el Führer [...] y este es el punto exacto en que la relación entre el nazismo y el Señor Oscuro se empieza a desdibujar hasta disolverse. Sorpresivamente, esta sociedad poderosa y maligna en El Señor de los Anillos incluye elementos de otro equivalente cercano en la historia: la masonería».
Saruman es en parte el responsable de su derrota y Morse consideró que fue su «orgullo y el egoísmo» la causa de que cayera bajo la influencia de Sauron y se convirtiera en su siervo. Kocher, Randall Helms y Shippey coinciden en que las acciones de Saruman en la primera mitad de Las dos torres, aunque buscaron satisfacer sus propios intereses, en realidad acabaron conduciendo a su derrota y la de Sauron: sus orcos hicieron que la Comunidad del Anillo se dividiera en Parth Galen y llevándose a los dos hobbits iniciaron una serie de incidentes que llevarían a su ruina. A su vez, esto permitió a los Rohirrim participar en la Batalla de los Campos del Pelennor y luego, junto con las tropas de Gondor, tomar la fortaleza de Sauron en Mordor y distraer al Señor Oscuro mientras Frodo llevaba a cabo la última parte de su misión de destruir el Anillo. Shippey afirmó que esto demuestra el valor de la persistencia ante la desesperación, incluso cuando no se ve una solución posible. Kocher y Helms, por su parte, consideraron que es parte de un patrón de eventos providenciales y de los efectos contrarios a las intenciones iniciales que tienen los planes del mal a lo largo de la historia.
Shippey afirmó sobre la muerte de Saruman que su espíritu «se disuelve en la nada» y lo consideró el mejor ejemplo del libro sobre la visión del mal típica del siglo XX, que él atribuye a Tolkien, en la que los individuos malvados se disuelven de esa forma por «haber sido carcomidos por el fanatismo hacia una idea abstracta». Sobre dicho episodio, Kocher afirmó que es un ejemplo del tema constante de la inexistencia como destino del mal en la historia de El Señor de los Anillos.

## Adaptaciones

### Representaciones artísticas
Saruman y los acontecimientos relacionados con él, como la destrucción de Isengard y Orthanc por parte de los ents o la modernización de la Comarca, aparecen en las ilustraciones de John Howe y de Ted Nasmith. Dichos dibujantes lo han representado como un anciano vestido con una túnica blanca y el ceño fruncido. En la ilustración que Nasmith realizó de Saruman reducido a la condición de mendigo lleva una capa hecha jirones y está en compañía de Gríma.

### Radio
La radio de la BBC realizó una primera adaptación de la trilogía en 1956, aunque no prosperó debido a que aparentemente no le agradó a Tolkien. En 1981, hizo otra adaptación de radio para El Señor de los Anillos que se adhirió tan fielmente a la historia relatada en los libros que Peter Jackson decidió darle crédito a la hora de producir su trilogía cinematográfica. En ella, el actor de voz Peter Howell interpretó a Saruman. La crítica Ellen Brundige comentó que «la voz de Howell como Saruman es escalofriantemente fiel a la descripción que Tolkien hace de ella, majestuosa y agradable, extrañamente hipnótica con su ritmo musical, pero cuando se enoja, se vuelve dura y chillona». Por su parte, Jim Smith y J. Clive Matthews, autores del libro The Lord of the Rings: the films, the books, the radio series calificaron la interpretación como «magníficamente ambigua [...], pasando de [ser] melíflua a un salvajismo bestial en instantes sin que cada estado de ánimo se contradiga con el anterior».

### Películas y series

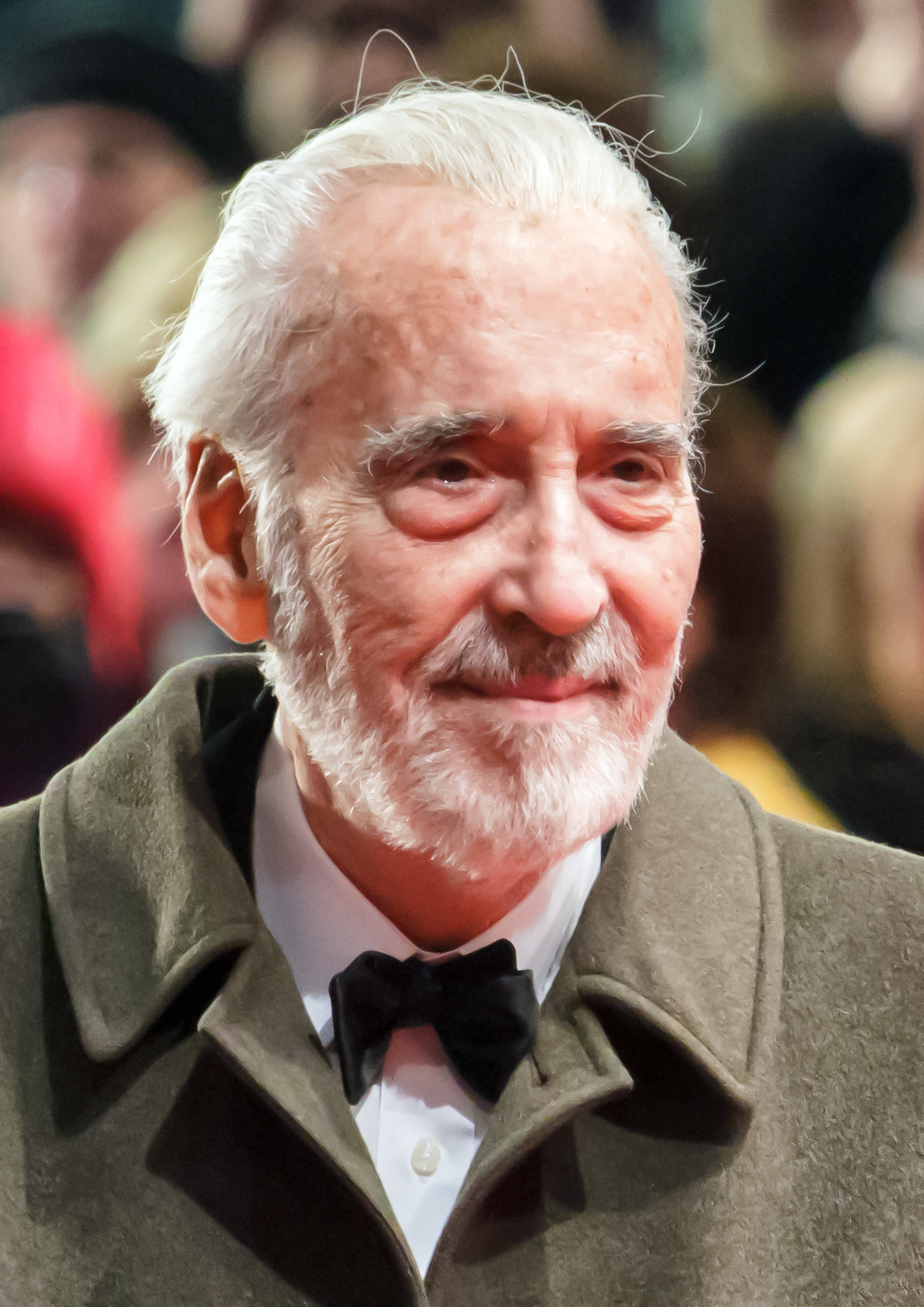
Christopher Lee encarnó a Saruman en la trilogía cinematográfica realizada por Peter Jackson de El Señor de los Anillos y en las películas El hobbit: un viaje inesperado y El hobbit: la batalla de los Cinco Ejércitos.

En la adaptación animada de 1978 El Señor de los Anillos, que corresponde a los libros La Comunidad del Anillo y parte de Las dos torres, Fraser Kerr le dio su voz a Saruman. En la película, la escena más importante donde aparece es cuando busca convencer a Gandalf para que se una a él y luego se lo puede ver antes de la Batalla del Abismo de Helm, hablando a su ejército. El personaje está vestido de rojo y se lo llama «Saruman» y «Aruman» en diferentes momentos. Smiths y Matthews afirman que este último nombre se le dio para evitar la confusión con Sauron. La adaptación animada para televisión realizada por Rankin/Bass Productions en 1980, El retorno del Rey retoma la historia donde termina la película de Bakshi, pero no incluye al personaje. En la miniserie televisiva finlandesa producida por Yle en 1993, Hobitit, Matti Pellonpää interpretó el personaje.
En la trilogía cinematográfica de El Señor de los Anillos realizada por Peter Jackson, Saruman tiene un rol más importante en las dos primeras películas que en sus libros correspondientes y figura en muchas escenas que no se encuentran en las obras de Tolkien. Allí, se lo ve como sirviente de Sauron; Smith y Matthews sugirieron al respecto que el personaje allí sustituye al principal antagonista de la saga, quien no aparece en forma directa en los libros y Jackson confirmó esto en un comentario que figura en el DVD. Además, afirmaron que, como habían conseguido que el actor veterano Christopher Lee encarnara a Saruman, los guionistas consideraban que tenía sentido que el papel fuera más destacado. Pese a su rol importante en las dos primeras películas, las escenas de Saruman que se filmaron para El Señor de los Anillos: el retorno del Rey no se usaron allí, lo que «impactó» a Lee. Esto se debió a que Jackson consideró que hubiera sido decepcionante mostrar el destino del mago en la segunda película —tras la Batalla del Abismo de Helm— y demasiado retrospectivo para colocarlo en la tercera. Las escenas finalizan con su muerte, quien cae de Orthanc tras que Gríma lo apuñale e incluyen material correspondiente al capítulo «El saneamiento de la Comarca». Las mismas figuran al principio de la versión extendida de la película, lanzada en DVD.
Mondéjar comentó sobre la asociación de Saruman con la tecnología en la película que «la adaptación cinematográfica de Peter Jackson del libro da una nueva perspectiva acerca de la interpretación de las analogías y los parecidos. Cada vez que viajamos a las profundidades de Isengard, nos transportamos a una fábrica de hierro [dado que] escuchamos el tintineo de los martillos contra los yunques y sentimos el calor de las fundiciones de hierro y del líquido amarillo que hierve». La revista cinematográfica Cine Premiere, por su parte, lo consideró el decimotercer mejor personaje de la trilogía de películas.
En la adaptación cinematográfica de la novela El hobbit, El hobbit: un viaje inesperado, Lee lo interpretó nuevamente, aunque el mago no figura en el texto original. Allí se lo ve reunido con Gandalf, Galadriel y Elrond en Rivendel, donde habla con ellos acerca del Nigromante hallado en el bosque por Radagast el Pardo. Sobre su personaje en dicha película, Lee comentó que se trata de «Saruman el Blanco, pero es un hombre bueno y noble y el líder del Concilio de Magos, como siempre lo fue».

### Videojuegos y miniaturas
El personaje de Saruman figura en numerosos videojuegos. En Guardians of Middle-earth, un videojuego de estrategia y batallas, es un personaje con el que se puede jugar y pertenece al grupo de los «encantadores». También figura en El Señor de los Anillos: la conquista, donde también se puede jugar con él. Lee dio voz a Saruman en el videojuego El Señor de los Anillos: la batalla por la Tierra Media II: el resurgir del Rey Brujo de 2006 y en El Señor de los Anillos: la batalla por la Tierra Media, donde el mago es uno de los héroes de la campaña del mal. Saruman también figura en El Señor de los Anillos: Tercera Edad (2004). También es un personaje dentro del juego de miniaturas El Señor de los Anillos, el juego de batallas estratégicas, editado por Games Workshop. Existen tres figurillas: en una está en compañía de Gríma, en otro, sostiene su vara en una posición agresiva y en la última, está montado a caballo. En El Señor de los Anillos, el juego de rol de la Tierra Media existe como posible rol el de los magos.